# Liste der Kulturdenkmäler in Asterode
Die folgende Liste enthält die in der Denkmaltopographie ausgewiesenen Kulturdenkmäler auf dem Gebiet des Ortsteils Asterode der  Stadt Neukirchen, Schwalm-Eder-Kreis, Hessen.
Hinweis: Die Reihenfolge der Denkmäler in dieser Liste orientiert sich an der Anschrift, alternativ ist sie auch nach der Bezeichnung oder der Bauzeit sortierbar.
Kulturdenkmäler werden fortlaufend im Denkmalverzeichnis des Landes Hessen durch das Landesamt für Denkmalpflege Hessen auf Basis des Hessischen Denkmalschutzgesetzes (HDSchG) geführt. Die Schutzwürdigkeit eines Kulturdenkmals hängt nicht von der Eintragung in das Denkmalverzeichnis des Landes Hessen oder der Veröffentlichung in der Denkmaltopographie ab.

| Bild                  | Bezeichnung                             | Lage                                           | Beschreibung | Bauzeit                            | Daten |
| --------------------- | --------------------------------------- | ---------------------------------------------- | ------------ | ---------------------------------- | ----- |
| Gesamtanlage Asterode | Gesamtanlage Asterode                   | Lage                                           |              |                                    |       |
| weitere Bilder        | Evangelische Filialkirche               | Am Kirchplatz 2 LageFlur: 8, Flurstück: 14+15  |              | 1850/51                            |       |
| Bild gesucht BW       | Fachwerkhaus Asteroder Straße 3         | Asteroder Straße 3 LageFlur: 8, Flurstück: 9/1 |              | Zweite Hälfte 18. Jahrhunderts     |       |
| Bild gesucht BW       | Wohnhaus Asteroder Straße 5             | Asteroder Straße 5 LageFlur: 8, Flurstück: 8   |              | um 1900                            |       |
| Bild gesucht BW       | Fachwerkhaus Asteroder Straße 9         | Asteroder Straße 9 LageFlur: 8, Flurstück: 3   |              | zweite Hälfte des 18. Jahrhunderts |       |
| Bild gesucht BW       | Ernhaus Dorfstraße 10                   | Dorfstraße 10 LageFlur: 8, Flurstück: 51       |              | um 1800                            |       |
| Bild gesucht BW       | Ernhaus Nausier Straße 6                | Nausier Straße 6 LageFlur: 9, Flurstück: 35/1  |              | Zweite Hälfte 18. Jahrhunderts     |       |
| Bild gesucht BW       | Wohnwirtschaftsgebäude Schlippergasse 2 | Schlippergasse 2 LageFlur: 9, Flurstück: 14    |              | Mittleres 18. Jahrhundert          |       |
| Bild gesucht BW       | Wohnwirtschaftsgebäude Schlippergasse 6 | Schlippergasse 6 LageFlur: 9, Flurstück: 28/2  | abgerissen   | Zweite Hälfte des 18. Jahrhunderts |       |
| Bild gesucht BW       | Wohnwirtschaftsgebäude Schlippergasse 8 | Schlippergasse 8 LageFlur: 9, Flurstück: 30    |              | 1833                               |       |
| Bild gesucht BW       | Ernhaus Schlippergasse 17               | Schlippergasse 17 LageFlur: 8, Flurstück: 27   |              | Zweite Hälfte des 18. Jahrhunderts |       |
| Bild gesucht BW       | Fachwerkhaus Schlippergasse 20          | Schlippergasse 20 LageFlur: 8, Flurstück: 52/3 |              | 1805                               |       |